# Nader El-Sayed
Nader El-Sayed (Arabisch: نادر السيد, Ad Daqahliyah, 13 december 1972) is een voormalig Egyptische voetbaldoelman.
El-Sayed speelde voor het laatst bij ENPPI, en hij speelde meer dan 100 keer voor Egypte. Tussen 1998 en 2000 speelde hij twee seizoenen bij Club Brugge.

## Erelijst

### Nationaal
- Winnaar van de Africa Cup of Nations 1998
- Winnaar van de Arab Cup of Nations 1992
- Winnaar van de Afrikaanse Jeugd Kampioenschap 1991

### Al Ahly
- CAF Champions League 2005
- CAF Champions League 2006
- Egyptische Premier League (2005/2006)
- Egyptische Beker (2005/2006
- Egyptische Super Cup 2005/2006
- Afrikaanse Super Cup

### Zamalek
- CAF Champions League 1994
- CAF Champions League 1996
- Afrikaanse Super Cup 1994
- Afrikaanse Super Cup 1997
- Egyptische Premier League 1991/92
- Egyptische Premier League 1992/93

### Individueel
- 2x Beste Afrikaanse Keeper in de Afrika Cup 1998 & 2000
- Beste keeper in Afrikaanse Jeugd Cup 1991
- Beste Arabische Keeper 1992
- Beste Egyptische keeper 1992-1998